# Großsteingrab Vejleby Marker 2
Das Großsteingrab Vejleby Marker 2 war eine megalithische Grabanlage der jungsteinzeitlichen Nordgruppe der Trichterbecherkultur im Kirchspiel Ferslev in der dänischen Kommune Frederikssund. Es wurde im späten 19. oder frühen 20. Jahrhundert zerstört.

## Lage
Das Grab lag unmittelbar östlich von Sølyst auf einer Wiese. In der näheren Umgebung gibt bzw. gab es zahlreiche weitere megalithische Grabanlagen. 

## Forschungsgeschichte
Im Jahr 1873 führten Mitarbeiter des Dänischen Nationalmuseums eine Dokumentation der Fundstelle durch. Bei einer weiteren Dokumentation im Jahr 1942 waren keine baulichen Überreste mehr auszumachen.

## Beschreibung
Die Anlage besaß eine nordost-südwestlich orientierte rechteckige Hügelschüttung mit einer Länge von 8 m, einer Breite von 6 m und einer Höhe von 1,2 m. 1873 waren noch einige Umfassungssteine auszumachen. Eine Grabkammer war nicht zu erkennen, möglicherweise war sie bereits zerstört worden. Das Westende des Hügels wurde durchwühlt vorgefunden; hier war die Erde mit Steinen und Bruchstücken von Feuerstein durchmischt.